# 763
763(칠백육십삼)은 762보다 크고 764보다 작은 자연수다.

## 수학
- 합성수로, 그 약수는 1, 7, 109, 763이다. 진약수의 합은 117이므로, 763은 부족수다.
- {\displaystyle 763=67+71+73+79+83+89+97+101+103}
  - 연속하는 소수(素數) 9개의 합으로 나타낼 수 있으며, 이 성질을 지닌 앞의 수는 721, 다음 수는 803이다.
- {\displaystyle 76^{4}-1}은 763으로 나누어떨어진다.

## 교통
- 유럽 고속도로 763호선: 세르비아 베오그라드에서 몬테네그로 리바레비나(영어판)까지 이어지는 유럽 고속도로.
- 현도 제763호선

## 군사
- 763 해군 항공대(영어판): 과거 존재한 영국의 해군 항공대.
- U-763(영어판): 제2차 세계 대전에 사용된 나치 독일의 군용 잠수함.

## 문화유산
- 대한민국의 보물 제763호: 대불정여래밀인수증요의제보살만행수능엄경(언해) 권7~8, 9~10

## 기타
- 연도: 763년, 기원전 763년